# 第117次IOC総会

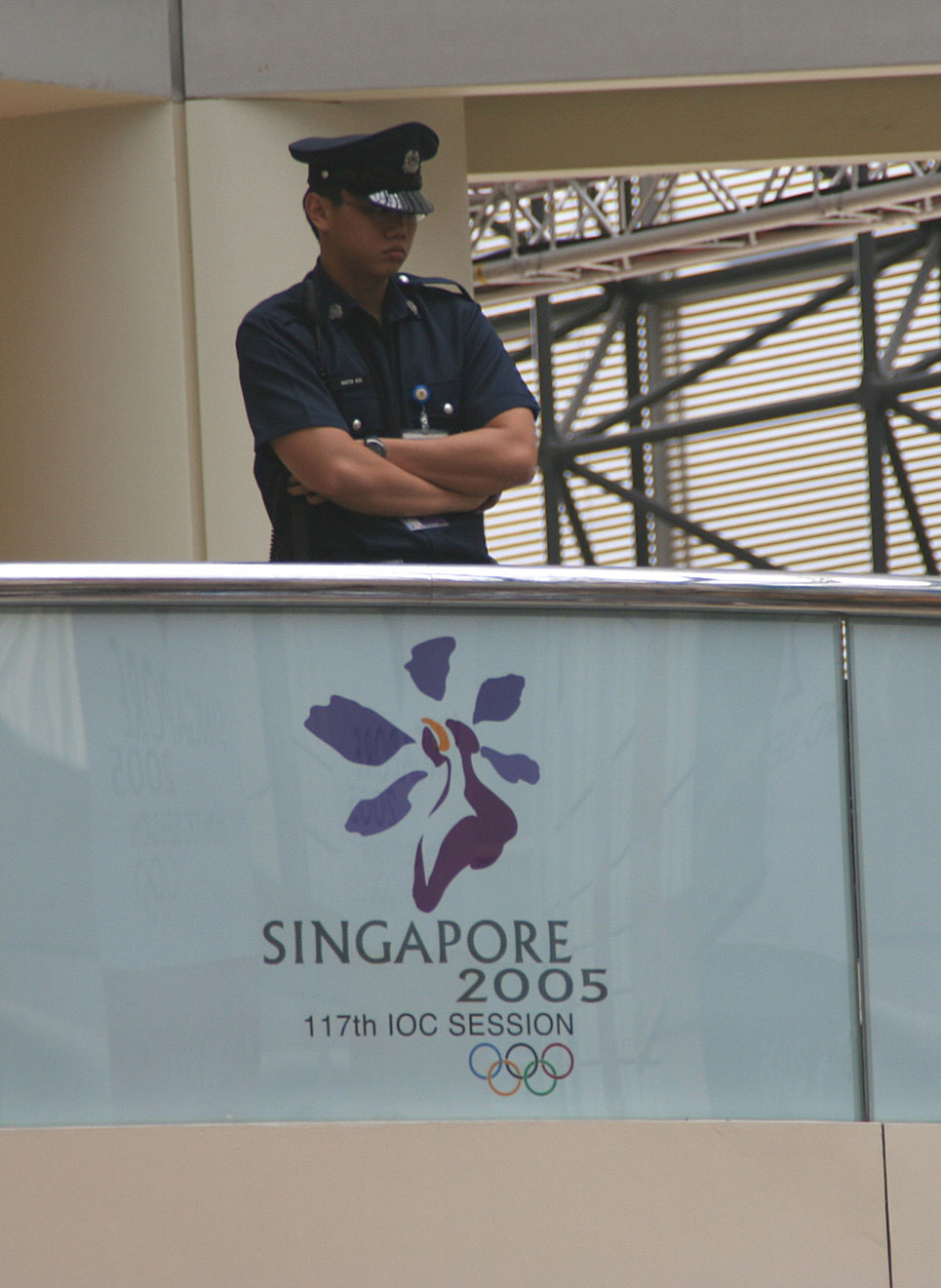
第117次IOC総会の会期中には厳重な警備体制が敷かれた。写真は総会が行われていたラッフルズ・シティ・コンプレックス4階で警備を行う警察官。

第117次IOC総会は、2005年7月2日から7月9日までシンガポールで行われた国際オリンピック委員会総会。この総会では主に、2012年夏季オリンピックの開催地決定投票と夏季オリンピックの28競技の見直しに関する投票が行われた。総会はラッフルズ・シティ・コンプレックスの4階にあるラッフルズ・シティ・コンベンションセンターで開かれ、開会式は7月5日にエスプラネード・シアターズ・オン・ザ・ベイで行われた。

## 会議日程

### 7月1日
ラッフルズ・シティ・ショッピング・コンプレックスで7月10日までエキジビションが行われた。

### 7月2日
総会に伴う一連の会議がスタート。

### 7月3日
2日間の日程でIOC理事会が開始。

### 7月4日
理事会はトリノオリンピック、北京オリンピック、バンクーバーオリンピックの各組織委員会のメンバーを招いて大会の準備状況などの報告を受けた。また、理事会は北京オリンピック組織委員会が馬術競技を香港で開催したいという要望を承認した。香港は馬術競技の施設が既に整備されており、北京市のコスト削減という面から組織委員会が要望していたが、イギリスの植民地だったために現在も中国と制度が違い、また香港は中国オリンピック委員会とは別に独自のオリンピック委員会を持っているために交渉が難航していた。

### 7月5日
総会の開会式がエスプラネード・シアターズ・オン・ザ・ベイで行われ、シンガポールのリー・シェンロン首相が開会宣言を行った。国花であるヴァンダと呼ばれる蘭の雑種が総会の記念品となり、総会のロゴマークにも描かれている。開会式では"One Voice, One Rhythm, One World"というテーマの下、文化プログラムが繰り広げられた。

### 7月6日
2012年夏季オリンピックの開催地を決める投票が行われた。
立候補していた5都市(ロンドン、パリ、マドリード、ニューヨーク、モスクワ)がそれぞれ45分間の最終プレゼンテーションを行い、IOC委員による投票を経て、19:30(シンガポール時間)にジャック・ロゲ会長が2012年夏季オリンピックの開催地がロンドンに決まったことを発表した。
投票の結果は以下の通り。
| 都市         | 国 (NOC) | 1回目 | 2回目 | 3回目 | 4回目 |
| ロンドン     | イギリス | 22    | 27    | 39    | 54    |
| パリ         | フランス | 21    | 25    | 33    | 50    |
| マドリード   | スペイン | 20    | 32    | 31    | —     |
| ニューヨーク | アメリカ | 19    | 16    | —     | —     |
| モスクワ     | ロシア   | 15    | —     | —     | —     |

### 7月7日
夏季オリンピックにおける28の実施競技の見直しが行われ、IOC委員の投票で一部競技の除外が行われた。3年前の2002年にメキシコシティで開かれた第114次IOC総会でも同様の見直しが検討されたが、執行部が委員の支持を得られなかったために行われていなかった。投票の前から野球、ソフトボール、近代五種、テコンドー、フェンシングは落選する可能性が高い競技に挙げられていた。IOCの規定では夏季オリンピックの実施競技は28競技と定められているため、いくつかの実施競技が除外された場合は、IOCのプログラム委員会が推薦したゴルフ、ラグビー、 空手、ローラースケート、スカッシュの中から投票で実施競技として埋め合わせをすることになっている。中でもゴルフとラグビーには注目が集まり、この2競技は国際的にも人気があり、比較的少ない人数で開催できるというメリットから、五輪競技入りが期待されていた。
もともと、IOCのジャック・ロゲ会長は2001年の会長就任以来、オリンピックの規模縮小は自らの理念だったため、この見直しにとても前向きだったが、オリンピック夏季大会競技連盟連合(ASOIF)はこれを固辞していたために、投票が行われる数日前、ASOIFが要求していた「各競技の得票数を公表せず、残留か除外かのみを公表してほしい」という事をIOCが受け入れた。当初から、これは各競技の人気ランキングのようになるのではないかとASOIFが懸念を示していたからである。
当日の朝、IOC委員の投票の結果、野球とソフトボールがオリンピック競技から除外された。この結果は、特に2つの競技の発祥国であるアメリカや、国内で人気の高い競技である日本などからさまざまな異論を出す引き金となった。
野球が除外された主な原因として、メジャーリーグの会期中のためにオリンピックにはメジャーリーガーが参加できないという点(1998年長野オリンピックでアイスホッケーリーグの選手が参加を許可された時のようにはいかない部分がある。)や、 禁止されている薬物がプロリーグで広範に使用されているという点が挙げられる。ソフトボールが除外された主な原因としては、野球が男子のみの競技に対し、ソフトボールが女子のみの競技のために、男女平等という観点からオリンピック競技としてふさわしくないと判断されたことが挙げられる。まだ、野球とソフトボールは共に国際的な認知度が低く、チケット収益と会場建設のコストの採算が合わないという点も挙げられる。
午後には野球とソフトボールを除外した2枠に新種目を加える投票が行われ、スカッシュと空手が半数を超えたが、オリンピック憲章では新種目の採用は全委員の3分の2以上の支持が必要のため、採用はされなかった。
結局この日は、2種目を除外したものの新しく追加する競技が選出されなかったため、2012年ロンドンオリンピックの実施競技は26競技に減ることになった。
この日、ロゲ会長は会見を行い、シンガポールの総会開催までの努力を称え、完璧な6日間だったと感想を述べた。

### 7月8日
ギリシャのランビス・ニコラウ理事と日本の猪谷千春委員が副会長(任期4年)に選出された。
また、ランビス・ニコラウ理事が副会長に選出されたのを受け、空いた理事のポストにシンガポールのセルミャン・ウン委員が選出された。